# 牧瀬里穂・素直になりたい
牧瀬里穂・素直になりたい（まきせりほ すなおになりたい）は、ニッポン放送で1991年10月 - 1996年6月まで土曜日の夜に放送されていたラジオ番組である。パーソナリティは女優の牧瀬里穂。

## 概要
素直になりたいは、1991年から1996年までの約5年間、牧瀬が19歳から24歳までの間、アイドルから本格的女優になる過渡期に放送された。タイトルの「素直になりたい」は、いままで牧瀬が語ることがなかったプライベートのことや恋愛観を素直に語りたいという思いからつけられた。ハガキが読まれると、オムライスを食品サンプル風にかたどったキーホルダー、“オムキー”がもらえた。

### 主なコーナー
- オープニングコーナー
- 牧瀬の独り言
- 日本の味探訪

## 放送概要
NRN系列各局を中心として放送されていた。
制作局のニッポン放送では通年で放送されていたが、ネット局の扱いについては、年度上半期のナイターシーズン中と、下半期のナイターオフとで対応が異なる。ニッポン放送での放送時間は1992年3月までは毎週土曜日21:00〜21:30、1992年4月以降は毎週土曜日22:00〜22:30。
特にナイターオフ（毎年10月から翌年3月）は、当時牧瀬がイメージキャラクターを務めていた郵便局（郵便貯金（現・ゆうちょ銀行））がスポンサーに付いたため、タイトルが『郵便貯金・牧瀬里穂 素直になりたい』となり、全国スポンサードネット扱いとして35～37局の全国ネットで放送されていた。ナイターシーズンオフにネット局が拡大する理由は、当時郵便貯金はNRNのナイタースポンサーの1社（おもに毎週木曜日）であるが、ナイターオフ期間は野球放送がなくなるため、その代わりにこの番組をネットしていた放送局が多かった。この関係で本来はNRNに加盟していないラジオ関西、山陽放送、琉球放送で放送された例もある。
対して、ナイターシーズン中（毎年4月から9月）は上述の理由で郵便貯金のスポンサーが付かない番組販売扱いとなるため、ネット局数は6局 - 10局と減少した。
番組終了後、ゆうちょ枠は1996年10月から「関根潤三・中井美穂のフレッシュ!スター塾」を放送。

### 中京地区のネットについて
ナイターオフ時には郵便局のスポンサーがついていたこともあって、東海ラジオがネット受けした（ニッポン放送と同じ土曜20:30〜21:00）が、郵便局がスポンサーが半年契約（ナイターオフ期）であったため、東海ラジオもナイター期にはネット受けをやめていた。1994年のナイター時にはかわりに中部日本放送が番販のかたちで月曜 20:30〜21:00の放送となった（1994年4月 - 9月）。東海ラジオはこの年以降のナイターオフ期も10月から翌年3月までの限定でネット放送を行った。ただし、1993年の10月9日および16日のみはナイター中継のため、午後10時からの放送だった（以降は午後8:30の枠に戻る）。

### 新潟地区のネットについてのエピソード
1991年10月 - 1995年3月25日まで、新潟放送で放送された。
本来は1995年4月1日で打ち切られるはずだったが、当日の昼に新潟で地震があったため、地震情報の番組に切り替わったため、代替放送なしで打ち切られた（当時は土曜 21:00〜21:30）。しかし、6か月後の1995年10月からネット放送を再開している（その後1996年6月の放送終了時まで放送）。

## ネット局
放送時間はいずれも30分間。10月期（年度下半期）はいづれの局とも郵便貯金協賛。
（出典：ラジオ新番組速報版（三才ブックス）1991年秋号 - 1996年春号）
| 局名         | 1991年10月期       | 1992年4月期       | 1992年10月期       | 1993年4月期        | 1993年10月期       |
| ------------ | ------------------ | ----------------- | ------------------ | ------------------ | ------------------ |
| STVラジオ    | 土曜22:00 - 22:30  | 土曜22:30 - 23:00 | 土曜 22:00 - 22:30 | 土曜 22:00 - 22:30 | 土曜 22:00 - 22:30 |
| 青森放送     | 土曜21:30 - 22:00  |                   | 土曜21:30 - 22:00  | 火曜23:20 - 23:50  | 土曜21:30 - 22:00  |
| 秋田放送     | 土曜21:30 - 22:00  |                   | 土曜21:30 - 22:00  |                    | 土曜21:30 - 22:00  |
| 岩手放送     | 土曜21:30 - 22:00  |                   | 土曜21:30 - 22:00  |                    | 土曜21:30 - 22:00  |
| 山形放送     | 土曜21:15 - 21:45  |                   | 土曜21:15 - 21:45  |                    | 土曜 21:00 - 21:30 |
| 東北放送     | 土曜21:30 - 22:00  |                   | 土曜21:30 - 22:00  |                    | 土曜21:00 - 21:30  |
| ラジオ福島   | 土曜21:00 - 21:30  |                   | 土曜21:30 - 22:00  |                    | 土曜21:00 - 21:30  |
| 茨城放送     |                    |                   |                    |                    |                    |
| 栃木放送     |                    |                   | 土曜20:30 - 21:00  |                    | 土曜20:30 - 21:00  |
| 新潟放送     | 土曜21:00 - 21:30  | 日曜22:30 - 23:00 | 土曜21:00 - 21:30  |                    | 土曜21:00 - 21:30  |
| 信越放送     | 日曜22:00 - 22:30  | 木曜22:15 - 22:45 | 日曜22:30 - 23:00  |                    | 土曜20:30 - 21:00  |
| 山梨放送     | 土曜21:30 - 22:00  |                   | 土曜21:30 - 22:00  |                    | 土曜21:30 - 22:00  |
| 北日本放送   | 土曜21:30 - 22:00  |                   | 土曜21:30 - 22:00  |                    | 土曜21:30 - 22:00  |
| 北陸放送     | 日曜22:00 - 22:30  |                   | 日曜22:00 - 22:30  | 土曜23:00 - 23:30  | 土曜21:00 - 21:30  |
| 福井放送     | 土曜21:00 - 21:30  |                   | 土曜21:00 - 21:30  |                    | 土曜21:00 - 21:30  |
| 静岡放送     | 土曜21:00 - 21:30  | 木曜24:10 - 24:40 | 土曜21:00 - 21:30  |                    | 土曜22:30 - 23:00  |
| 東海ラジオ   | 土曜20:30 - 21:00  |                   | 土曜20:30 - 21:00  |                    | 土曜20:30 - 21:00  |
| 中部日本放送 |                    |                   |                    |                    |                    |
| KBS京都      | 土曜23:30 - 24:00  |                   | 土曜21:00 - 21:30  |                    | 土曜21:00 - 21:30  |
| 和歌山放送   | 日曜21:30 - 22:00  |                   | 土曜20:30 - 21:00  |                    | 土曜20:30 - 21:00  |
| 毎日放送     | 土曜21:00 - 21:30  |                   | 土曜21:00 - 21:30  |                    | 土曜21:00 - 21:30  |
| ラジオ関西   | 土曜22:30 - 23:00  |                   | 土曜21:00 - 21:30  |                    | 土曜21:00 - 21:30  |
| 山陽放送     | 土曜21:30 - 22:00  |                   | 土曜21:30 - 22:00  |                    | 土曜21:30 - 22:00  |
| 山陰放送     | 土曜21:30 - 22:00  |                   |                    |                    | 土曜21:20 - 21:50  |
| 中国放送     | 土曜21:00 - 21:30  |                   | 土曜21:00 - 21:30  |                    | 土曜21:00 - 21:30  |
| 山口放送     | 土曜21:30 - 22:00  |                   | 土曜21:30 - 22:00  |                    | 土曜21:00 - 21:30  |
| 四国放送     | 土曜21:30 - 22:00  |                   | 土曜21:30 - 22:00  |                    | 土曜21:30 - 22:00  |
| 西日本放送   | 土曜21:00 - 21:30  | 土曜22:30 - 23:00 | 土曜22:30 - 23:00  | 木曜23:30 - 24:00  | 土曜22:30 - 23:00  |
| 南海放送     | 土曜21:25 - 21:55  |                   | 土曜21:00 - 21:30  |                    | 土曜21:00 - 21:30  |
| 高知放送     | 土曜21:00 - 21:30  | 日曜22:30 - 23:00 | 土曜22:00 - 22:30  |                    | 土曜21:00 - 21:30  |
| KBCラジオ    | 土曜21:00 - 21:30  |                   | 土曜21:30 - 22:00  |                    | 土曜21:00 - 21:30  |
| 大分放送     | 土曜21:10 － 21:40 |                   | 土曜20:30 - 21:00  |                    | 土曜21:30 - 22:00  |
| 長崎放送     | 土曜21:30 - 22:00  |                   | 土曜21:30 - 22:00  |                    | 土曜21:30 - 22:00  |
| 熊本放送     | 土曜22:00- 22:30   |                   | 土曜22:30 - 23:00  |                    | 土曜22:30 - 23:00  |
| 宮崎放送     | 土曜22:30 - 23:00  |                   | 土曜21:30 - 22:00  | 土曜22:30 - 23:00  | 土曜22:30 - 23:00  |
| 南日本放送   | 土曜21:30 - 22:00  |                   | 土曜21:30 - 22:00  |                    | 土曜21:30 - 22:00  |
| 琉球放送     | 土曜21:30 - 22:00  |                   | 土曜21:30 - 22:00  |                    | 土曜21:30 - 22:00  |
| ラジオ沖縄   |                    |                   |                    |                    |                    |
|              |                    |                   |                    |                    |                    |
| 局名         | 1994年4月期        | 1994年10月期      | 1995年4月期        | 1995年10月期       | 1996年4月期        |
| STVラジオ    | 土曜23:00- 23:30   | 土曜22:00- 22:30  | 土曜23:00- 23:30   | 土曜22:00- 22:30   | 土曜23:00 - 23:30  |
| 青森放送     |                    | 土曜21:30 - 22:00 | 火曜21:30 - 22:00  | 土曜21:30 - 22:00  |                    |
| 秋田放送     |                    | 土曜21:00 - 21:30 |                    | 土曜21:30 - 22:00  |                    |
| 岩手放送     |                    | 土曜21:00 - 21:30 |                    | 土曜21:00 - 21:30  |                    |
| 山形放送     |                    | 土曜21:00 - 21:30 |                    | 土曜21:00 - 21:30  |                    |
| 東北放送     |                    | 土曜21:00 - 21:30 |                    | 土曜21:00 - 21:30  |                    |
| ラジオ福島   |                    | 土曜21:00 - 21:30 |                    | 土曜21:00 - 21:30  |                    |
| 茨城放送     |                    |                   |                    | 土曜21:05 - 21:35  |                    |
| 栃木放送     |                    | 土曜20:30 - 21:00 |                    | 土曜20:30 - 21:00  | 土曜21:10 - 21:40  |
| 新潟放送     |                    | 土曜21:00 - 21:30 |                    | 土曜21:00 - 21:30  | 月曜23:00 - 23:30  |
| 信越放送     |                    | 土曜21:30 - 22:00 |                    | 土曜21:30 - 22:00  |                    |
| 山梨放送     |                    | 土曜21:30 - 22:00 |                    | 土曜21:30 - 22:00  |                    |
| 北日本放送   |                    | 土曜21:30 - 22:00 |                    | 土曜21:30 - 22:00  |                    |
| 北陸放送     | 土曜22:00 - 22:30  | 土曜21:00 - 21:30 | 金曜22:30 - 23:00  | 土曜21:30- 22:00   | 水曜22:30 - 23:00  |
| 福井放送     |                    | 土曜21:00 - 21:30 |                    | 土曜21:00 - 21:30  |                    |
| 静岡放送     | 土曜21:20 - 21:50  | 土曜22:00 - 22:30 | 日曜21:00 - 21:30  | 土曜22:00 - 22:30  | 土曜22:00 - 22:30  |
| 東海ラジオ   |                    | 土曜20:30 - 21:00 |                    | 土曜20:30 - 21:00  |                    |
| 中部日本放送 | 月曜20:30 - 21:00  |                   |                    |                    |                    |
| KBS京都      |                    | 土曜21:00 - 21:30 |                    | 土曜21:00 - 21:30  |                    |
| 和歌山放送   |                    | 土曜21:00 - 21:30 |                    | 土曜21:00 - 21:30  |                    |
| 毎日放送     |                    | 土曜21:00 - 21:30 |                    | 土曜21:00 - 21:30  |                    |
| ラジオ関西   |                    | 土曜21:00 - 21:30 |                    | 土曜21:00 - 21:30  |                    |
| 山陽放送     |                    | 土曜21:30 - 22:00 |                    | 土曜21:00 - 21:30  |                    |
| 山陰放送     |                    | 土曜21:20 - 21:50 |                    | 土曜21:00 - 21:30  |                    |
| 中国放送     |                    | 土曜21:00 - 21:30 |                    | 土曜21:00 - 21:30  |                    |
| 山口放送     |                    | 土曜21:00 - 21:30 |                    | 土曜21:00 - 21:30  |                    |
| 四国放送     |                    | 土曜21:30 - 22:00 |                    | 土曜21:30 - 22:00  |                    |
| 西日本放送   | 月曜23:30 - 24:00  | 土曜21:00 - 21:30 | 月曜23:30 - 24:00  | 土曜21:00 - 21:30  | 土曜23:30 - 24:00  |
| 南海放送     |                    | 土曜21:00 - 21:30 |                    | 土曜21:00 - 21:30  |                    |
| 高知放送     |                    | 土曜21:00 - 21:30 | 土曜22:00 - 22:30  | 土曜22:00 - 22:30  |                    |
| KBCラジオ    |                    | 土曜21:00 - 21:30 |                    | 土曜21:00 - 21:30  |                    |
| 大分放送     |                    | 土曜21:00 - 21:30 |                    | 土曜21:00 - 21:30  |                    |
| 長崎放送     |                    | 土曜21:30 - 22:00 |                    | 土曜21:30 - 22:00  |                    |
| 熊本放送     |                    | 土曜22:30 - 23:00 | 日曜22:00 - 22:30  | 土曜22:30 - 23:00  |                    |
| 宮崎放送     | 土曜22:30 - 23:00  | 土曜22:30 - 23:00 | 土曜22:30 - 23:00  | 土曜22:30 - 23:00  | 土曜22:30 - 23:00  |
| 南日本放送   |                    | 土曜21:30 - 22:00 |                    | 土曜21:30 - 22:00  |                    |
| 琉球放送     |                    | 土曜21:30 - 22:00 |                    |                    |                    |
| ラジオ沖縄   |                    |                   | 日曜21:30 - 22:00  | 土曜21:30 - 22:00  | 土曜21:30 - 22:00  |